# Loché-sur-Indrois
Loché-sur-Indrois is een gemeente in het Franse departement Indre-et-Loire (regio Centre-Val de Loire) en telt 532 inwoners (1999). De plaats maakt deel uit van het arrondissement Loches.

## Geografie
De oppervlakte van Loché-sur-Indrois bedraagt 69,5 km², de bevolkingsdichtheid is 7,7 inwoners per km².
De onderstaande kaart toont de ligging van Loché-sur-Indrois met de belangrijkste infrastructuur en aangrenzende gemeenten.

## Demografie
Onderstaande figuur toont het verloop van het inwonertal (bron: INSEE-tellingen).